# Sterculia quinqueloba
Sterculia quinqueloba là một loài thực vật có hoa trong họ Cẩm quỳ. Loài này được (Garcke) K.Schum. miêu tả khoa học đầu tiên năm 1892.